# Красний Бор (Лодєйнопольський район)
Красний Бор (рос. Красный Бор) — присілок у Лодєйнопольському районі Ленінградської області Російської Федерації.
Населення становить 4 особи. Належить до муніципального утворення Альоховщинське сільське поселення.

## Історія
Згідно із законом від 20 вересня 2004 року № 63-оз належить до муніципального утворення Альоховщинське сільське поселення.

## Населення
| 1885 | 1910 | 1961 | 1997 | 2007 | 2010 | 2014 |
| ---- | ---- | ---- | ---- | ---- | ---- | ---- |
| 292  | ↗425 | ↘184 | ↘23  | ↘18  | ↘16  | ↘8   |
| 2015 | 2016 |      |      |      |      |      |
| ↘6   | ↘4   |      |      |      |      |      |